# Slushii
朱利安·斯坎兰（Julian Scanlan，1997年5月1日—），艺名Slushii，是一位美国洛杉矶的电子舞曲音乐制作人、声乐家、和唱片骑师。他最知名于与萌·莎莉姿（Moe Shalizi）旗下的艺人合作，例如棉花糖、Ookay和Jauz，并获得了知名音乐家和OWSLA厂牌创始人史奇雷克斯的支持。

## 早期生活
斯坎兰于新泽西州月桂山市长大并从伯靈頓郡的德拉瓦高中毕业。在斯坎兰失业使粉丝为他开辟新的谋生之路前，他一直都在新泽西州的百思买做客服。斯坎兰被诊断患有亞斯伯格症候群，他自称这妨碍了他的社交能力。结果导致他在初中阶段被校园霸凌。
他通过在2009年至2012年间加入迷幻力量流行音乐团体申命记（Deuteronomy）开始了音乐生涯。, releasing one album, Propaganda他同时也与他的搭档MHKAZ创建了双人乐团“小胡子怪兽”（Monsters With Tiny Mustaches）。
斯坎兰于2013年开始接触舞曲并使用“DJ Swoon”作为名号。DJ Swoon的一个SoundCloud帖子被官方的自动版权系统删除，进而导致他的账号被永久删除。在他的账号被删除后不久，斯坎兰决定开始全新的音乐计划，并制作了轻松愉快的音色与独特的未来贝斯音效，还发布了捷德和赛琳娜·戈麦斯的《我想让你知》混音版。这是他作为“Slushii”身份的首个官方项目。

## 职业生涯

### 2016–2017
他于2016年2月签约了红灯管理（Red Light Management）。
他在加拿大厂牌Monstercat下的首支单曲《空虚》（Emptiness）于2016年4月20日发布。他以自己的名义在2016年5月20日为表演“脑冻”（Brain Freeze）发行了7首曲目。YourEDM给予了9.2分的评价（满分10分）。 他的音乐风格包含了将氦声乐、眩晕入迷合成器、陷阱鼓和回响贝斯Drop混合的现代电子音乐舞曲制作方法。斯坎兰发布了供免费下载的《亲爱的我》（Dear Me）。
2017年3月，Slushii发布了新回响贝斯单曲《抓我》（Catch Me）。此曲被描述为是一首“乐观、被陷阱音乐（电子音乐舞曲）所启发的重低音歌曲”。他随后与未来贝斯DJ棉花糖合作了单曲《双霓》，但这不是他们的首次合作。。
2017年8月4日，Slushii发布了首支录音室专辑《超脱》，专辑内共有13首歌曲，包括《亲爱的我》（Dear Me）。

## 唱片目录
- 《超脱》 （2017）